# Polygala kasikensis
Polygala kasikensis är en jungfrulinsväxtart som beskrevs av Arthur Wallis Exell. Polygala kasikensis ingår i släktet jungfrulinssläktet, och familjen jungfrulinsväxter. Inga underarter finns listade i Catalogue of Life.